# Momo Faltlhauser
Momo Faltlhauser (* 16. September 1975 in Bayern) ist Moderatorin und Redakteurin in der ARD, seit Juli 2021 ist sie Redaktionsleiterin des Berliner Radiosenders rbb 88.8.

## Leben
Faltlhauser arbeitete für Fritz, das Jugendradio vom rbb als Wortchefin. Neben Holger Klein und Marco Seiffert moderierte sie mehrere Jahre die Morgensendung „Radiofritzen am Morgen“. Von 2006 bis Ende 2010 moderierte sie jeden Freitag den Blue Moon für zwischenmenschliche Probleme.
Als DJ legte sie zusammen mit Bela B. und anderen prominenten Künstlern im Rahmen der Partyreihe „Lieblingsplattenalarm“ auf und war Teil des Fritz-DJ-Teams im Fritzclub.
Viele Jahre arbeitete sie für den Hessischen Rundfunk (hr1, hr2, hr XXL, You FM). Neben ihrer Tätigkeit als Redakteurin und Reporterin moderierte sie unter anderem die Talksendung Nightline und das Studentenmagazin hrCampus. Für das RSO Frankfurt moderierte sie die Jugendkonzerte in der Alten Oper.
Für die Projektleitung „Fritz Abbechern – Kampf den Pappbechern“ erhielt Momo Faltlhauser den Deutschen Radiopreis 2018 in der Kategorie „Beste Programmaktionen“.

## Auszeichnungen
- Journalistenpreis der Robert Bosch Stiftung für Bürgerschaftliches Engagement Bereich Hörfunk[2]
- Deutscher Radiopreis 2018 Kategorie „Beste Programmaktion“[3]
- UmweltMedienpreis 2018 der Deutschen Umwelthilfe für die Aktion „Abbechern – Kampf den Pappbechern“[4]